# 上末吉
上末吉（かみすえよし）は、神奈川県横浜市鶴見区の町名。現行行政地名は上末吉一丁目から上末吉五丁目。住居表示実施済み区域。1969年（昭和44年）6月1日に廃止された上末吉町（かみすえよしちょう）についてもこの項で述べる。

## 地理
鶴見区の北部に位置し、北西に駒岡三丁目・四丁目、西に梶山一丁目・二丁目、南に下末吉三丁目・四丁目、鶴見川を挟んで東に矢向一丁目、北に江ケ崎町、川崎市幸区小倉5丁目と接している。
鶴見川の対岸とは末吉橋で上末吉五丁目と小倉5丁目を接続している。かつて、上末吉二丁目と矢向一丁目で川崎市の水管橋が接続していたが導水管の地下化に伴い2015年に水管橋が撤去された。新たに鶴見川人道橋として設置される予定である。
主要地方道の神奈川県道14号鶴見溝ノ口線、環状2号線、幹線道路である神奈川県道140号川崎町田線が町内を通っている。

### 面積
面積は以下の通りである。
| 丁目         | 面積（km²） |
| ------------ | ----------- |
| 上末吉一丁目 | 0.199       |
| 上末吉二丁目 | 0.154       |
| 上末吉三丁目 | 0.095       |
| 上末吉四丁目 | 0.102       |
| 上末吉五丁目 | 0.255       |
| 計           | 0.805       |

## 歴史

### 沿革
かつて横浜市に編入する前のこの場所は、橘樹郡旭村大字上末吉であった。
上末吉町
- 1927年（昭和2年）4月1日 - 横浜市に編入。横浜市上末吉町となる[8]。
- 1927年（昭和2年）10月1日 - 横浜市の区制施行により、鶴見区を新設。横浜市鶴見区上末吉町となる[9]。
- 1928年（昭和3年）3月15日 - 耕地整理の実施に伴い、下末吉町、鶴見町の各一部を上末吉町に編入し、市場町との境界を変更する[9]。
- 1934年（昭和9年）12月30日 - 耕地整理の実施に伴い、下末吉町の一部を上末吉町に編入[10]。
- 1937年（昭和12年）11月1日 - 耕地整理の実施に伴い、下末吉町との境界を変更する[10]。
- 1950年（昭和25年）3月15日 - 耕地整理の実施に伴い、上末吉町の一部を市場町、矢向町へ編入[11]。
- 1968年（昭和43年）7月1日 - 矢向・市場地区の住居表示の実施に伴い、上末吉町の一部を元宮二丁目へ編入[12]。
- 1969年（昭和44年）6月1日 - 住居表示の実施に伴い、上末吉町を上末吉一丁目、上末吉二丁目、上末吉三丁目、上末吉四丁目、上末吉五丁目、梶山一丁目、梶山二丁目、三ツ池公園、下末吉四丁目、下末吉六丁目、駒岡町へ編入。同時に上末吉町は廃止となる[13]。

上末吉
- 1969年（昭和44年）6月1日 - 住居表示の実施に伴い、上末吉町、下末吉町、駒岡町の各一部と矢向町の全部を編入し、上末吉一丁目から上末吉五丁目を新設設置[13]。

### 町名の変遷
| 実施後       | 実施年月日               | 実施前（各町名ともその一部）             |
| ------------ | ------------------------ | ---------------------------------------- |
| 上末吉一丁目 | 1969年（昭和44年）6月1日 | 上末吉町、下末吉町の各一部               |
| 上末吉二丁目 | 1969年（昭和44年）6月1日 | 上末吉町、下末吉町の各一部、矢向町の全部 |
| 上末吉三丁目 | 1969年（昭和44年）6月1日 | 上末吉町の一部                           |
| 上末吉四丁目 | 1969年（昭和44年）6月1日 | 上末吉町の一部                           |
| 上末吉五丁目 | 1969年（昭和44年）6月1日 | 上末吉町、駒岡町の各一部                 |

## 世帯数と人口
2025年（令和7年）6月30日現在（横浜市発表）の世帯数と人口は以下の通りである。
| 丁目         | 世帯数    | 人口    |
| ------------ | --------- | ------- |
| 上末吉一丁目 | 1,195世帯 | 2,424人 |
| 上末吉二丁目 | 1,096世帯 | 2,389人 |
| 上末吉三丁目 | 683世帯   | 1,230人 |
| 上末吉四丁目 | 754世帯   | 1,454人 |
| 上末吉五丁目 | 1,188世帯 | 2,329人 |
| 計           | 4,916世帯 | 9,826人 |

### 人口の変遷
国勢調査による人口の推移。
| 年                 | 人口   |
| ------------------ | ------ |
| 1995年（平成7年）  | 9,267  |
| 2000年（平成12年） | 9,079  |
| 2005年（平成17年） | 9,611  |
| 2010年（平成22年） | 10,132 |
| 2015年（平成27年） | 9,750  |
| 2020年（令和2年）  | 9,744  |

### 世帯数の変遷
国勢調査による世帯数の推移。
| 年                 | 世帯数 |
| ------------------ | ------ |
| 1995年（平成7年）  | 3,528  |
| 2000年（平成12年） | 3,643  |
| 2005年（平成17年） | 3,873  |
| 2010年（平成22年） | 4,130  |
| 2015年（平成27年） | 4,050  |
| 2020年（令和2年）  | 4,446  |

## 事業所
2021年（令和3年）現在の経済センサス調査による事業所数と従業員数は以下の通りである。
| 丁目         | 事業所数  | 従業員数 |
| ------------ | --------- | -------- |
| 上末吉一丁目 | 54事業所  | 332人    |
| 上末吉二丁目 | 42事業所  | 479人    |
| 上末吉三丁目 | 33事業所  | 191人    |
| 上末吉四丁目 | 32事業所  | 127人    |
| 上末吉五丁目 | 96事業所  | 703人    |
| 計           | 257事業所 | 1,832人  |

### 事業者数の変遷
経済センサスによる事業所数の推移。
| 年                 | 事業者数 |
| ------------------ | -------- |
| 2016年（平成28年） | 268      |
| 2021年（令和3年）  | 257      |

### 従業員数の変遷
経済センサスによる従業員数の推移。
| 年                 | 従業員数 |
| ------------------ | -------- |
| 2016年（平成28年） | 1,739    |
| 2021年（令和3年）  | 1,832    |

## 地域

### 教育
上末吉一丁目
- 横浜市立末吉小学校
- 鶴見双葉幼稚園

上末吉五丁目
- 横浜市立上末吉小学校

### 学区
市立小・中学校に通う場合、学区は以下の通りとなる（2024年11月時点）。
| 丁目         | 番地 | 小学校               | 中学校             |
| ------------ | ---- | -------------------- | ------------------ |
| 上末吉一丁目 | 全域 | 横浜市立末吉小学校   | 横浜市立末吉中学校 |
| 上末吉二丁目 | 全域 | 横浜市立末吉小学校   | 横浜市立末吉中学校 |
| 上末吉三丁目 | 全域 | 横浜市立上末吉小学校 | 横浜市立末吉中学校 |
| 上末吉四丁目 | 全域 | 横浜市立上末吉小学校 | 横浜市立末吉中学校 |
| 上末吉五丁目 | 全域 | 横浜市立上末吉小学校 | 横浜市立末吉中学校 |

### 施設
- 横浜市末吉地区センター
- 横浜上末吉郵便局
- 川崎市上下水道局 末吉配水池

### 地主
上末吉の地主は「小松原正直、横山源太郎」などがいた。

## 出身・ゆかりのある人物
- 小松原正直（農業、地主[23]、神奈川県多額納税者[25]）

## その他

### 日本郵便
- 郵便番号 : 230-0011[3]（集配局：鶴見郵便局[26]）

### 警察
町内の警察の管轄区域は以下の通りである。
| 丁目         | 番・番地等 | 警察署     | 交番・駐在所 |
| ------------ | ---------- | ---------- | ------------ |
| 上末吉一丁目 | 全域       | 鶴見警察署 | 上末吉交番   |
| 上末吉二丁目 | 全域       | 鶴見警察署 | 上末吉交番   |
| 上末吉三丁目 | 全域       | 鶴見警察署 | 上末吉交番   |
| 上末吉四丁目 | 全域       | 鶴見警察署 | 上末吉交番   |
| 上末吉五丁目 | 全域       | 鶴見警察署 | 上末吉交番   |

## 関連文献
- 「上末吉村」『新編武蔵風土記稿』 巻ノ66橘樹郡ノ9、内務省地理局、1884年6月。NDLJP:763984/64。